# لورين علي
لورين علي صحفية ومحللة عراقية أمريكية، ولدت لورين في لوس أنجلوس بكاليفورنيا. كان والدها مهاجرًا من بغداد بالعراق وأمها من سكان كاليفورنيا من أصل فرنسي كندي. وهي عضوة في مجلس التحكيم لجوائز جورج فوستر بيبودي. مقرها في لوس أنجلوس، كاليفورنيا، وهي ناقد تلفزيوني في صحيفة لوس أنجلوس تايمز، حيث كانت سابقًا كاتبة أولى ومحررة موسيقى. ظهرت أعمالها في منشورات مثل رولينج ستون ونيويورك تايمز وجي كيو ونيوزويك، حيث كانت كاتبة وناقدة موسيقى من 2000 إلى 2009.

## مسار مهني ووظيفي
بدأت لورين حياتها المهنية في التسعينيات في الكتابة عن فناني الموسيقى المحليين في لوس أنجلوس في LA Weekly قبل أن تصبح كاتبة منتظمة مع Los Angeles Times تحت إشراف روبرت هيلبورن. ضمن عملها في "أفضل كتابة موسيقي لعام 2001" لدا كابو.
عملت ناقدًة بارزًة لرولينج ستون وكاتبة عمود موسيقي في Mademoiselle . كتبت لمجلة Esquire وSPIN وThe Village Voice وAdweek وEntertainment Weekly وHarper's Bazaar و Option. كتبت عمود سيارة لـ UHF في التسعينيات قبل طي مجلة النمط البديل. تظهر لورين غالبًا خبيرة صوت في التلفزيون. أستضيفت في أوبرا ، تشارلي روز ، سي إن إن ، بي بي سي ومنافذ متلفزة أخرى تناقش وسائل الإعلام والترفيه والثقافة وأقاربها في العراق وقضايا المسلمين الأمريكيين.
منذ غزو القوة المتعددة الجنسيات (التي يطلق عليها أحيانًا التحالف) للعراق في عام 2003، نشرت علي عشرات القصص عن أقاربها في بلها الأم (العراق)، وأزمة اللاجئين التي أعقبت ذلك، وحظر السفر الذي فرضه الرئيس دونالد ترامب عام 2017. كما كتبت عن تصوير المسلمين في وسائل الإعلام الأمريكية والسينما والتلفزيون.

## جوائز
تشمل جوائزها الكتابية أفضل ميزة على الإنترنت من جمعية نيويورك للصحفيين السود في عام 2007، وجائزة التميز في الصحافة في عام 2002 من الجمعية الوطنية للصحفيين العرب. في عام 1996، فازت بجائزة أفضل قصة روائية وطنية في حفل توزيع جوائز الصحافة الموسيقية.

## روابط خارجية
- موقع لورين علي
- مقالات لورين علي نسخة محفوظة 3 أكتوبر 2011 على موقع واي باك مشين.